# Улькан
Улька́н — рабочий посёлок в Казачинско-Ленском районе Иркутской области России. Административный центр Ульканского муниципального образования.
Название посёлка происходит от реки Улькан.

## География
Расположен на Байкало-Амурской магистрали и межрегиональной автодороге 25К-258 Усть-Кут — Северобайкальск, на правом берегу реки Киренги, ниже впадения в неё реки Улькан, в 55 км к юго-востоку от районного центра, села Казачинское. В посёлке располагается станция Улькан Восточно-Сибирской железной дороги.

## История
Посёлок был построен в рамках строительства Байкало-Амурской магистрали посланцами Азербайджанской ССР. Сохраняется большая численность азербайджанского населения.
Статус посёлка городского типа с 20 января 1976 года (присвоен решением Иркутского облисполкома).

## Население
| 1979  | 1989  | 2002  | 2009  | 2010  | 2011  | 2012  |
| ----- | ----- | ----- | ----- | ----- | ----- | ----- |
| 4196  | ↗9152 | ↘5853 | ↘5641 | ↘5412 | ↘5404 | ↘5288 |
| 2013  | 2014  | 2015  | 2016  | 2017  | 2020  | 2021  |
| ↘5187 | ↘4981 | ↘4948 | ↘4918 | ↘4902 | ↘4719 | ↘4073 |